# Anders Breivik
Anders Behring Breivik (pronunciación en noruego: /ˈɑnːəʂ ˈbeːriŋ ˈbræiviːk/ (escucharⓘ); de nombre nuevo Fjotolf Hansen (13 de febrero de 1979), es un terrorista noruego de extrema derecha autor de los ataques de Noruega de 2011 y culpable del asesinato de 77 personas.
El 22 de julio de 2011 realizó un atentado terrorista con un saldo de ocho personas asesinadas por la detonación de un coche bomba en medio de Regjeringskvartalet en Oslo, y posteriormente un tiroteo en el campamento de verano de la Liga de la Juventud (AUF) en la isla de Utøya, asesinando a 69 adolescentes participantes. En agosto de 2012, fue declarado culpable de asesinato masivo, causar una explosión fatal y terrorismo.
El día de los ataques, distribuyó electrónicamente un manifiesto, 2083: Una Declaración Europea de Independencia, describiendo su ideología militante, en el que establece una visión del mundo que abarca la oposición al islam y culpa al feminismo de dar lugar a un «suicidio cultural» europeo. Los textos llamaban al islam y al «marxismo cultural» el enemigo, y abogaban por la expulsión de todos los musulmanes de Europa, basándose en el modelo de los decretos de Beneš, mientras que también afirmaban que el feminismo existe para destruir la cultura europea. Breivik escribió que su principal motivo para los hechos fue la comercialización de su manifiesto.
Dos equipos de psiquiatras forenses lo examinaron antes de su juicio. El primer informe lo diagnosticó con esquizofrenia paranoide. Una segunda evaluación psiquiátrica fue encargada tras las críticas generalizadas de la primera. La segunda evaluación fue publicada una semana antes del juicio. Se concluyó que no estaba psicótico durante los ataques, ni durante la evaluación. Por el contrario, fue diagnosticado con trastorno narcisista. Su juicio comenzó el 16 de abril de 2012, con el cierre de los argumentos el 22 de junio de 2012. El 24 de agosto de 2012, el Tribunal de Distrito de Oslo pronunció su veredicto, encontrándolo mentalmente sano y culpable del asesinato de 77 personas. Fue condenado a 21 años de prisión, en una forma de detención preventiva que requiere un mínimo de 10 años de cárcel y la posibilidad de una o más extensiones por el tiempo en que se le considere un peligro para la sociedad. Esta es la pena máxima en Noruega. Breivik anunció que no reconocía la legitimidad de la corte y por lo tanto no aceptaba su decisión —dijo que «no puede» apelar porque esto sería legitimar la autoridad del Tribunal de Distrito de Oslo.
Estando en la cárcel, se ha identificado a sí mismo como un fascista y nazista. En el 2015, dijo que nunca se ha identificado como cristiano, y llamó a su religión odinismo.
En 2016, demandó al servicio correccional noruego, alegando que su reclusión en régimen de aislamiento violaba sus derechos humanos, que se le sometía a degradaciones y violaban su privacidad. En sentencia del 20 de abril de 2016, el Tribunal de la Ciudad encontró que sus derechos en virtud del Artículo 3 de la Convención Europea de Derechos Humanos habían sido violados, pero no a aquellos que alegaba, en virtud del Artículo 8. El gobierno apeló en contra de la sentencia del Tribunal respecto de la constatación de una violación del Artículo 3 de la Convención, mientras que Breivik apeló en relación con el hallazgo de que el Artículo 8 no había sido violado. El 1 de marzo de 2017, el Tribunal de Apelaciones dictaminó que ni el Artículo 3 ni el Artículo 8 habían sido violados. El 8 de junio de 2017, la Corte Suprema de Noruega confirmó el veredicto de la Corte de Apelaciones. El 30 de junio de 2017, Breivik presentó una denuncia ante el Tribunal Europeo de Derechos Humanos, desestimada el 21 de junio de 2018.

## Ideología
Breivik, que estudió en la Escuela de Comercio de Oslo, fue descrito por el periódico Verdens Gang (VG) como un ex francmasón, siendo que la logia masónica a la que pertenecía, la Logia San Juan San Olaf de las Tres Columnas de la obediencia masónica de la Orden Noruega de los Francmasones, publicó en su web la expulsión en fecha inmediatamente posterior al atentado. Se define igualmente como nacionalista y conservador. En su perfil de Facebook, bloqueado la misma noche de los atentados, se autodefinía como cristiano y conservador, y había expresado sus simpatías por Winston Churchill y el héroe antinazi de la Segunda Guerra Mundial Max Manus.
El periódico VG afirma que Breivik no poseía antecedentes, aparte de algunas infracciones de tráfico, y que el imputado estaba en posesión de una pistola Glock, un rifle y una escopeta registrados a su nombre. Breivik se había mudado a una pequeña localidad del condado de Hedmark, al oeste de la capital noruega, entre finales de junio y principio de julio de 2011.
Fue miembro del partido de derecha Fremskrittspartiet (en noruego: "Partido del progreso") y de su sección juvenil. Según el líder del partido en ese momento, Ove Vanebo, Breivik dejó de participar a principios de la década del 2000, cuando sus visiones se volvieron extremistas.
Sobre el multiculturalismo y la inmigración, Breivik quería ver a la sociedad europea más similar a las de Japón y Corea del Sur, y dijo que de estos países que "no están muy lejos del conservadurismo cultural y el nacionalismo en su mejor expresión". Expresó su admiración por el "monoculturalismo" de Japón y la admiración de ambas naciones por su negativa a aceptar a los refugiados.
Según informaciones de la prensa local e internacional, participó activamente en la web social document.no, participaciones que han sido caracterizadas como muy críticas con el islam y proisraelíes. Además de declararse admirador de Churchill y Manus, también declaró admirar al político holandés Geert Wilders, cuyo partido describe como el "único partido verdadero para los conservadores". En Twitter, citó con aprobación la frase del filósofo utilitario John Stuart Mill: 

"Una persona con una creencia es igual a la fuerza de 100.000 que tienen solo intereses".
(en inglés: "One person with a belief is equal to the force of 100 000 who have only interests".)

De acuerdo con su abogado, habría declarado que su acción fue "atroz" pero "necesaria", y que la había planificado durante un largo período de tiempo. Además, se supo que había redactado un "manifiesto" de 1.500 páginas y lo había publicado en Internet antes de los ataques. Ese texto, titulado 2083. A European Declaration of Independence ("2083: Una declaración europea de independencia") y firmado con el seudónimo de Andrew Berwick, gira en torno a la "guerra de culturas" y en cómo puede Europa combatir su inexorable islamización, en palabras del propio Breivik. También se dio a conocer que se identificaba a sí mismo con los caballeros templarios y que había subido un vídeo en YouTube en el que llamaba a sus seguidores a la guerra contra el marxismo y el Islam. En el vídeo aparecía empuñando un fusil automático y con un parche en el brazo que decía "Cazador de Marxistas". YouTube retiró el vídeo al día siguiente de la masacre por la noche.

## Planificación de los ataques terroristas
Breivik afirma que en el año 2002 (a la edad de 23 años) comenzó un plan de nueve años para financiar los ataques, fundando su propio negocio de programación, mientras trabajaba como agente de atención al cliente de una compañía. Afirma que su empresa creció a seis empleados y "varias cuentas bancarias en el extranjero", y que hizo su primer millón de coronas a la edad de 24 años. Escribió en su manifiesto que perdió 2 millones de coronas, pero que todavía tenía alrededor de 2 millones más para financiar el ataque. Posteriormente la empresa fue declarada en quiebra y Breivik fue reportado por varios incumplimientos de la ley. Se trasladó de nuevo a la casa de su madre, según él, para ahorrar dinero. El primer grupo de psiquiatras que lo evaluó dijo en su informe que su salud mental se deterioró en esta etapa y entró en un estado de retraimiento y aislamiento. Sus activos declarados en 2007 fueron cerca de 630.000 coronas (unos $116.410 dólares), de acuerdo a la autoridad de impuestos de Noruega. Afirma que en 2008 tenía alrededor de $369.556 dólares y nueve tarjetas de crédito, dándole acceso a 26.000 euros en crédito.
En mayo de 2009, fundó una empresa de cultivo bajo el nombre de "Breivik Geofarm", descrita como un cultivo de sociedad unipersonal para cultivar verduras, melones, raíces y tubérculos.
En 2010, visitó Praga en un intento de compra de armas ilegales. Incapaz de obtener un arma allí, decidió adquirir armas a través de los canales legales en Noruega. Se compró una pistola semiautomática de 9 mm Glock 34 legalmente mediante la demostración de su pertenencia a un club de tiro en la aplicación para una licencia de armas, y un fusil semiautomático Ruger Mini-14 al poseer una licencia de caza.
El manifiesto incluía escritos detallando que los juegos de video como World of Warcraft los jugaba para relajarse, y Call of Duty: Modern Warfare 2 para "formación-simulación". Le dijo a un tribunal, en abril de 2012, que fue entrenado para disparar usando un dispositivo holográfico al jugar Call of Duty. Dijo que le ayudó a ganar adquisición de objetivos.
Breivik no tenía ingresos declarados en el año 2009 y su patrimonio personal ascendía a 390.000 coronas ($72.063 dólares). Afirmó que en enero de 2010 sus fondos se "agotaban poco a poco". El 23 de junio de 2011, un mes antes de los ataques, pagó el importe pendiente en sus nueve tarjetas de crédito para poder tener acceso a los fondos durante su preparación.
A finales de junio o principios de julio de 2011, se mudó a una zona rural del sur de Åsta en Åmot, condado de Hedmark, a unos 140 km al noreste de Oslo, el sitio de su granja. Como él mismo confiesa en su manifiesto, utilizó la empresa como cobertura legal para la obtención de grandes cantidades de fertilizantes y otros productos químicos para la fabricación de explosivos, comprando seis toneladas de fertilizantes en mayo. El periódico Verdens Gang informó que después de comprar una pequeña cantidad de explosivos de imprimación de una tienda en línea en Polonia, su nombre estaba entre los 60 del Servicio de Seguridad Policial (PST) por el Servicio de Aduanas de Noruega al haber utilizado la tienda para comprar los productos. Hablando con el periódico, Jon Fitje de PST dijo que la información que encontraron no dio ninguna indicación de cualquier cosa sospechosa. Se estableció el costo de los preparativos de los ataques en 317.000 euros – "130.000 del bolsillo y 187.500 euros en ingresos perdidos a lo largo de tres años". [sic]
El vecino agricultor de Breivik lo describió con el aspecto de un "habitante de la ciudad, que llevaba camisetas caras y que no sabía nada acerca de las formas rurales". También había cubierto las ventanas de su casa. El propietario de un bar de la zona, que una vez trabajó como analista de lenguaje corporal en el aeropuerto de Oslo, dijo que no había nada inusual acerca de Breivik, y que era un cliente ocasional del bar.

## El atentado del 22 de julio de 2011

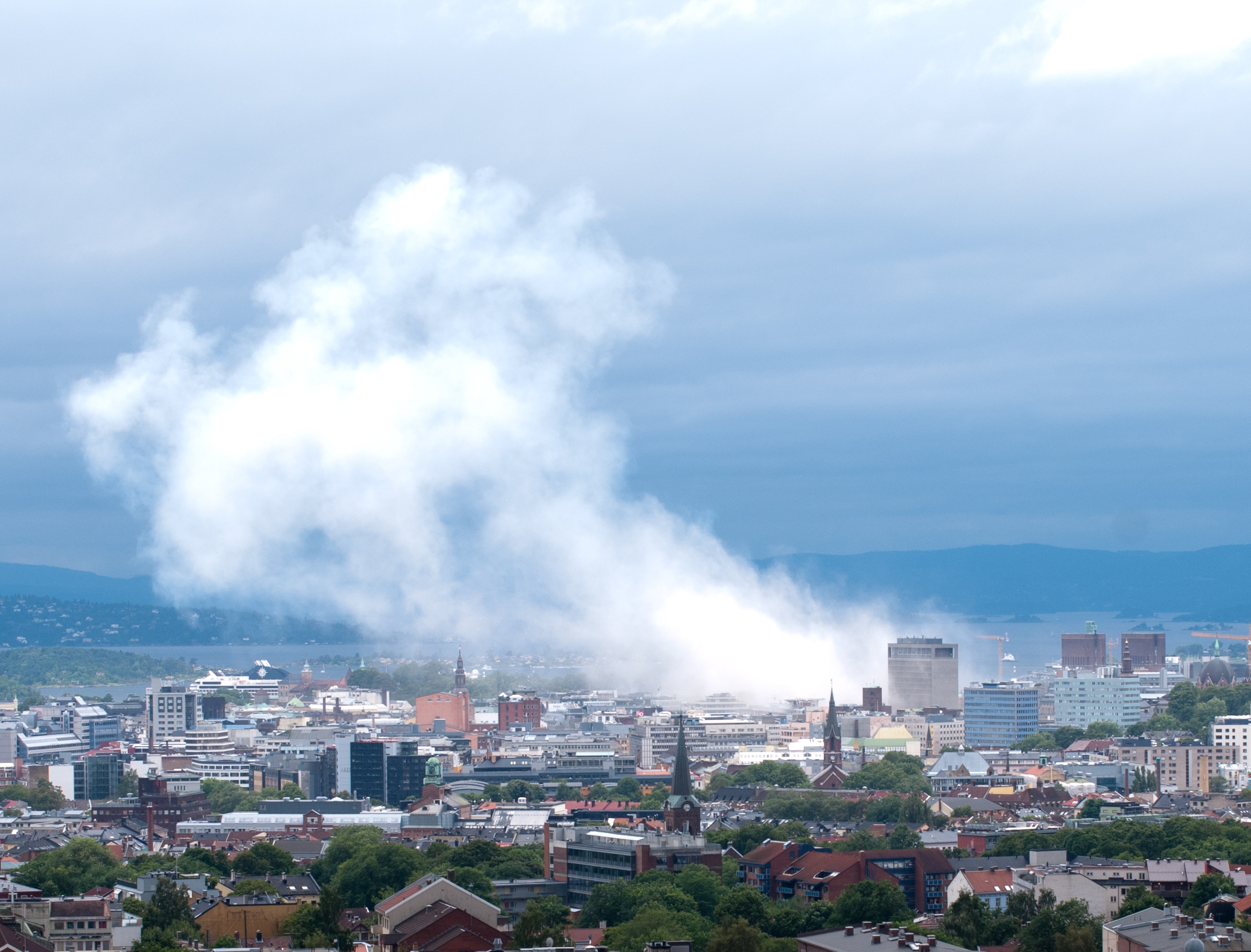
Oslo después de la bomba.

El 22 de julio de 2011, Breivik hizo estallar una bomba de fertilizante afuera de un edificio de viviendas frente a la oficina del primer ministro, Jens Stoltenberg, en Oslo, resultando en ocho muertes.
A las pocas horas de la explosión viajó a la isla de Utøya, donde se realizaba el campamento juvenil del Partido Laborista, haciéndose pasar por un agente policial con el fin de tomar el ferry a la isla, tras lo que cometió la masacre abriendo fuego contra la multitud, que él mismo se encargó de congregar a su alrededor con la excusa de ofrecerles información sobre la explosión que había tenido lugar un par de horas antes en la capital, disparando de forma intermitente durante más de una hora, matando a 69 personas, con víctimas tan jóvenes como de 14 años de edad.
El resultado fueron 69 jóvenes que perdieron la vida en la masacre en Utøya y 8 en Oslo. Breivik fue arrestado en la isla 90 minutos después de comenzado el tiroteo, quedando bajo custodia policial.

## Vida personal

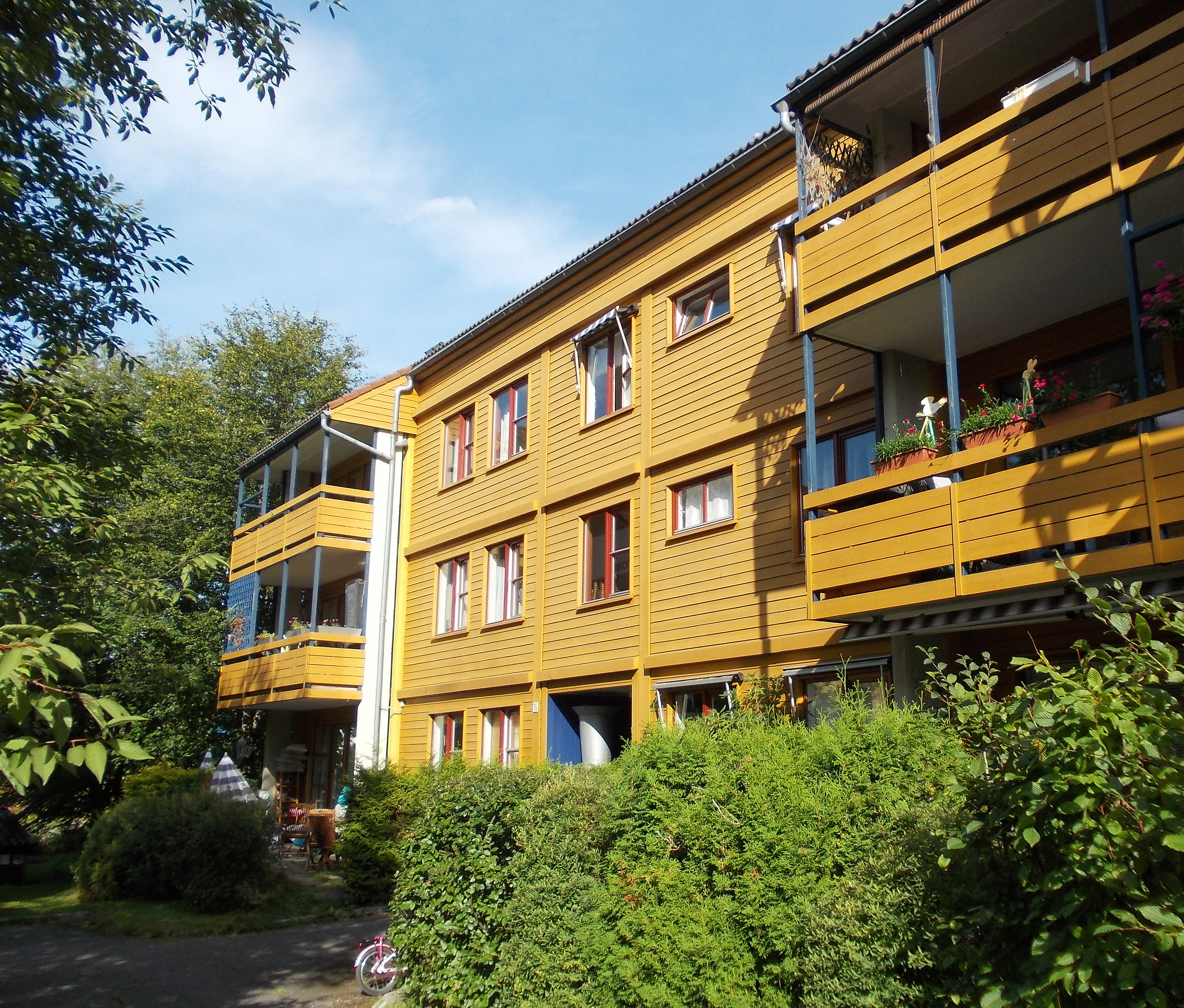
El complejo de apartamentos en el oeste de Oslo en el que creció Breivik.

Breivik nació en Oslo el 13 de febrero de 1979, hijo de Wenche Behring (1946–2013), una enfermera, y Jens David Breivik (nacido en 1935), economista civil, quien trabajó como diplomático para la embajada noruega en Londres y más tarde en París. Pasó su primer año de vida en Londres hasta que sus padres se divorciaron. Su padre, quien volvió a casarse, luchó por su custodia pero la perdió. Cuando Breivik tenía cuatro años, viviendo en Fritzners, Oslo, dos informes fueron archivados expresando preocupación sobre su salud mental, concluyendo que Anders debía ser sacado del cuidado parental. Un psicólogo en uno de los informes hizo una nota sobre la sonrisa extraña del chico, sugiriendo que no respondía a sus emociones sino que se trataba de una respuesta deliberada a su entorno. En otro informe, psicólogos del centro para la niñez y juventud noruega (SSBU) señalaban que las preocupaciones crecieron debido a cómo su madre lo trataba: ella "sexualizaba" al joven Breivik, lo golpeaba y frecuentemente le decía que deseaba que estuviera muerto. En el informe Wenche Behring es descrita como "una mujer con una crianza extremadamente difícil, con trastorno límite de personalidad" quien "proyecta sus fantasías agresivas y sexuales primitivas a él [Breivik]". El psicólogo que escribió el informe fue posteriormente prohibido de testificar en el tribunal sobre Behring, y su madre fue disculpada de atestiguar debido a su salud.
Vivió con su madre y su media hermana en Oslo y regularmente visitó a su padre y su madrastra en Francia, hasta que se divorciaron a sus 12 años. Su madre se volvió a casar con un oficial del ejército noruego.
Eligió ser confirmado en la iglesia luterana de Noruega a los 15 años. En su adolescencia, su comportamiento fue descrito como rebelde. En ese periodo fue un prolífico artista del grafiti y parte de la comunidad hip hop del oeste de Oslo. Tomó su grafiti mucho más seriamente que sus camaradas y fue atrapado por la policía en varias ocasiones. Servicios de Bienestar del Niño fueron notificados una vez y fue multado en dos ocasiones. Según su madre, después de ser atrapado grafiteando un muro en 1995, su padre contactó con él. No volvieron a contactar desde entonces. La versión de su padre es que fue su hijo quien rompió contacto con él y que siempre le ha dado la bienvenida a Anders a pesar de sus actividades destructivas.
Asistió a las escuelas Smestad Grammar School, Ris Junior High, Hartvig Nissens Upper Secondary School y Oslo Commerce School (1995–98). Un excompañero de clases lo recuerda como un estudiante inteligente, físicamente más fuerte que otros de su edad, quien a menudo cuidaba de personas acosadas.

## Proceso judicial

### Reserva y preparativos del juicio
En el camino a su primera reunión en la cárcel, la escolta policial de Breivik se encontró con una furiosa multitud, algunos de los cuales gritaban "arde en el Infierno" o "traidor", mientras que otros utilizaban otras fuertes palabras.
El 25 de julio de 2011, fue acusado de violar el párrafo 147 del código penal noruego, "desestabilizar o destruir las funciones básicas de la sociedad" y "la creación de un grave temor en la población", ambos actos de terrorismo en virtud de la legislación noruega. Se le ordenaron ocho semanas de prisión, las primeras cuatro en régimen de aislamiento, a la espera de nuevas actuaciones de la corte. La custodia fue ampliada en las audiencias posteriores. La fase de acusación estaba lista a principios de marzo de 2012. El director de la fiscalía pública inicialmente había decidido censurar el documento para el público, dejando fuera los nombres de las víctimas, así como los detalles de su muerte. Debido a la reacción del público, esta decisión fue revocada antes de su lanzamiento. El 30 de marzo, el Borgarting de la Corte de Apelación anunció que se había programado la apelación del caso para el 15 de enero de 2013, que sería realizada en la misma sala donde el criminal fue juzgado inicialmente.

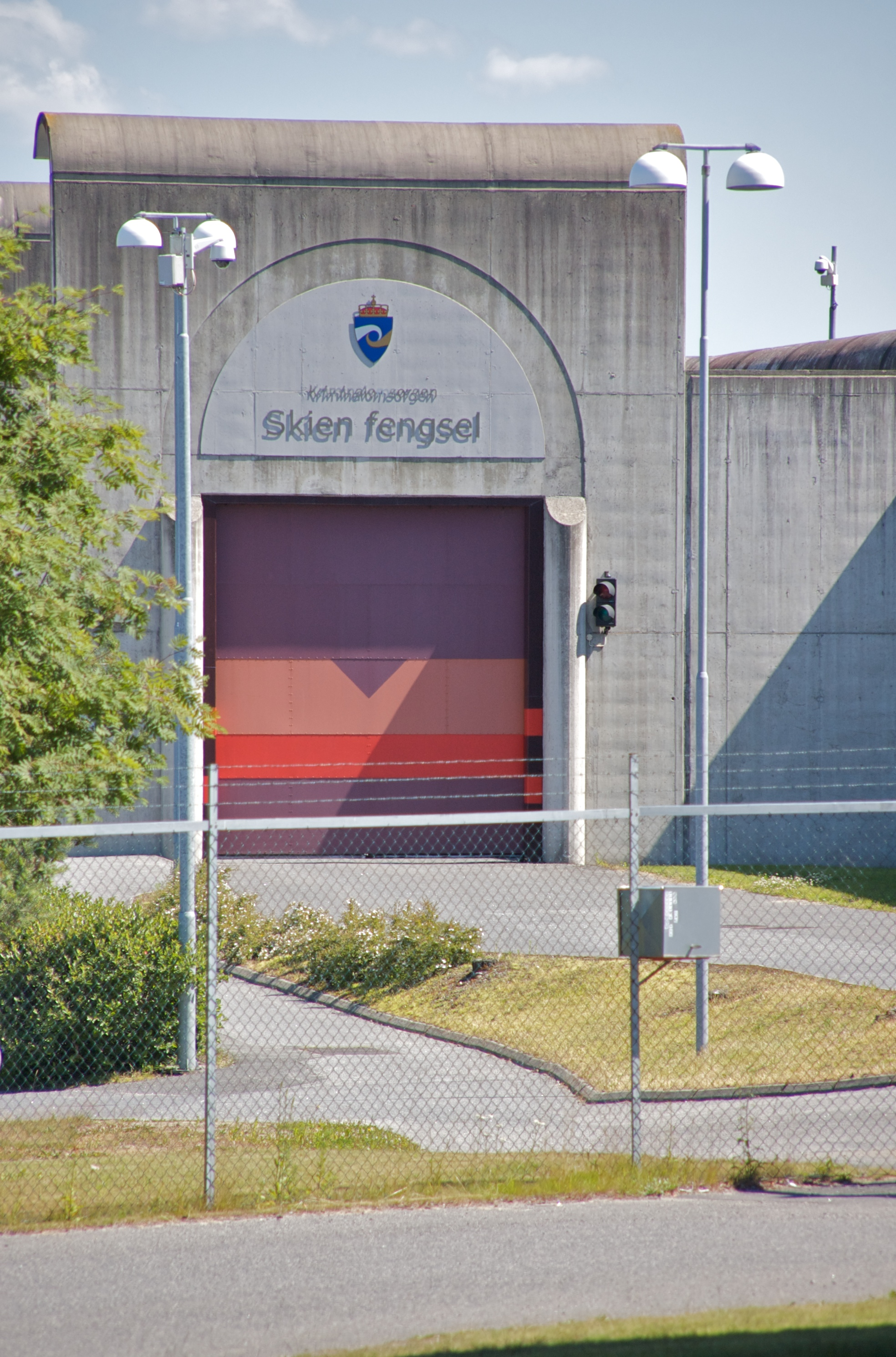
La prisión en Skien, donde Breivik está cumpliendo condena.

Breivik se mantuvo en la Prisión de Ila después de su arresto. Allí, tenía a su disposición tres celdas de la cárcel: una donde podía descansar, dormir y ver películas en DVD o televisión, otra que fue creada para usar una PC sin conexión a Internet, y una tercera con equipamiento de gimnasio. Sólo se seleccionó personal de la prisión con una cualificación especial para trabajar con él, y la dirección de la prisión ordenó no permitir que su presencia como prisionero de alta seguridad afectara a cualquiera de los otros reclusos. Según uno de sus abogados, Breivik tenía curiosidad por saber si su manifiesto había comenzado a echar raíces en la sociedad, y su abogado consideró la posibilidad de tener a algunos de aquellos con quien había intercambiado cartas durante el tiempo en prisión como testigos durante el juicio. Varios medios de comunicación, nacionales e internacionales, solicitaron entrevistas con él. El primero de estos fue cancelado por la administración penitenciaria después de una verificación de antecedentes del periodista en cuestión. Una segunda entrevista fue acordada por Breivik, y la prisión pidió una verificación de antecedentes por parte de la policía del país del periodista. Ninguna información ha sido dada acerca de los medios de comunicación de las organizaciones en cuestión.

### Evaluación psiquiátrica
Breivik se sometió a su primer examen forense en 2011. Los psiquiatras le diagnosticaron esquizofrenia paranoide, concluyendo que había desarrollado el trastorno a lo largo del tiempo y estaba psicótico, tanto cuando llevó a cabo los ataques como durante la observación. También fue diagnosticado con abuso de sustancias que generan dependencia antes del 22 de julio. Los psiquiatras, por consiguiente, lo encontraron demente.
Según el informe, se mostraba inadecuado, con dificultad para mostrar sus sentimientos y emociones, así como con una grave falta de empatía. Hablaba incoherentemente en neologismos y había actuado de forma compulsiva basado en un universo de pensamientos extraños, grandiosos y delirantes. Se refirió a sí mismo como el futuro regente de Noruega, maestro de la vida y la muerte, describiéndose como "excesivamente cariñoso" y "el más perfecto caballero europeo desde la Segunda Guerra Mundial". Estaba convencido de que era un guerrero en una "guerra civil de baja intensidad" y que había sido elegido para salvar a su pueblo. Describió planes para llevar a cabo mayores "ejecuciones a los traidores de categorías A, B y C" por miles, psiquiatras incluidos, y para organizar a los noruegos en reservas con el propósito de la cría selectiva. Se creía el "gran maestro caballero Justiciar" de una organización templaria. Fue considerado como suicida y homicida por los psiquiatras.
Según su abogado, Breivik inicialmente expresó su sorpresa y se sintió insultado por las conclusiones del informe. Más adelante dijo: "Esto proporciona nuevas oportunidades".
El resultado de la primera evaluación de competencias fue fuertemente debatido en Noruega por expertos en salud mental, sobre la opinión de los psiquiatras asignados por la corte y las definiciones penales de locura noruegas. Un extenso panel de expertos de la Junta de Medicina Forense examinó el informe presentado y lo aprobaron "sin comentarios". Noticieros informaron que el psiquiatra personal encargado del tratamiento de los reclusos, en la prisión de Ila, no hizo las observaciones que sugieren que sufría de psicosis, depresión y perfil suicida. De acuerdo al psiquiatra Randi Rosenqvist, quien fue comisionado por la cárcel para examinarlo, más bien parecía tener trastornos de la personalidad. Abogados representantes de las familias y víctimas presentaron solicitudes a la corte para ordenar una segunda opinión, mientras que la fiscalía y su abogado inicialmente no deseaban que nuevos expertos fuesen asignados al caso. El 13 de enero de 2012, después de mucha presión de la opinión pública, el Tribunal de Distrito de Oslo ordenó un segundo panel de expertos para evaluar su estado mental. En principio Breivik se negó a cooperar con los nuevos psiquiatras. A finales de febrero se dio un nuevo período de observación psiquiátrica, esta vez a través de métodos diferentes a los utilizados anteriormente.
En caso de que el diagnóstico se hubiese confirmado por el tribunal, significaba que Anders Behring Breivik podría no ser condenado a una pena de prisión. La fiscalía podría, en cambio, solicitar que se le recluyera en un psiquiátrico. El consejo médico tenía que determinar si los tribunales decidían liberarlo en algún momento posterior. Si era considerado un peligro perpetuo para la sociedad, podría haber sido mantenido en confinamiento de por vida. Poco después de que el segundo período de observación psiquiátrica inició, la fiscalía dijo que esperaba que Breivik fuese declarado legalmente demente. El 10 de abril de 2012, la segunda evaluación psiquiátrica fue publicada con la conclusión de que no estaba psicótico durante los ataques, y tampoco durante su evaluación. En su lugar, se le diagnosticó trastorno de personalidad antisocial y narcisista. Breivik expresó su esperanza en ser declarado sano en una carta enviada a varios diarios noruegos poco antes de su juicio, y escribió acerca de la posibilidad de ser enviado a un hospital psiquiátrico: "Debo admitir que esta es la peor cosa que podría haberme sucedido, ya que es la máxima humillación. ¡Pues enviar a un activista político a un hospital mental es más sádico y malvado que matarlo! Se trata de un destino peor que la muerte".
El 8 de junio de 2012, el profesor de psiquiatría Ulrik Fredrik Malt testificó en la corte como testigo experto, diciendo que le pareció raro que Breivik fuera esquizofrenico. De acuerdo a Malt, Breivik principalmente sufría de síndrome de Asperger, síndrome de Tourette, trastorno narcisista de la personalidad y posiblemente psicosis paranoide. Malt citó un número de factores en apoyo de sus diagnósticos, incluyendo las conductas desviadas como niño, la especialización extrema del estudio de las armas y tecnología de bombas, su extraña expresión facial, una extraordinaria manera de hablar y una obsesión con los números. Eirik Johannesen concluyó que Breivik estaba mintiendo y no era delirante o psicótico. Antes de su diagnóstico, Johannesen había visto y hablado con Breivik durante más de 20 horas.

## Audiencia antes del juicio
En la audiencia previa al juicio, en febrero de 2012, Breivik leyó un comunicado pidiendo ser liberado y tratado como un héroe por su "ataque preventivo contra los traidores", acusado de planificación de genocidio cultural. Él dijo: "Ellos están cometiendo, o planeando cometer, la destrucción cultural, incluyendo la deconstrucción del grupo étnico noruego y la deconstrucción de la cultura noruega. Esto es lo mismo que la limpieza étnica".
La policía noruega dijo que estudiaba la posibilidad de acusarlo de crímenes contra la humanidad, ya que los crímenes de terrorismo de los que lo acusaron originalmente tienen una pena máxima de apenas 21 años de cárcel en el Código Penal noruego, mientras que los crímenes contra la humanidad tienen en ese mismo código una pena máxima de 30 años de prisión.

## Juicio penal

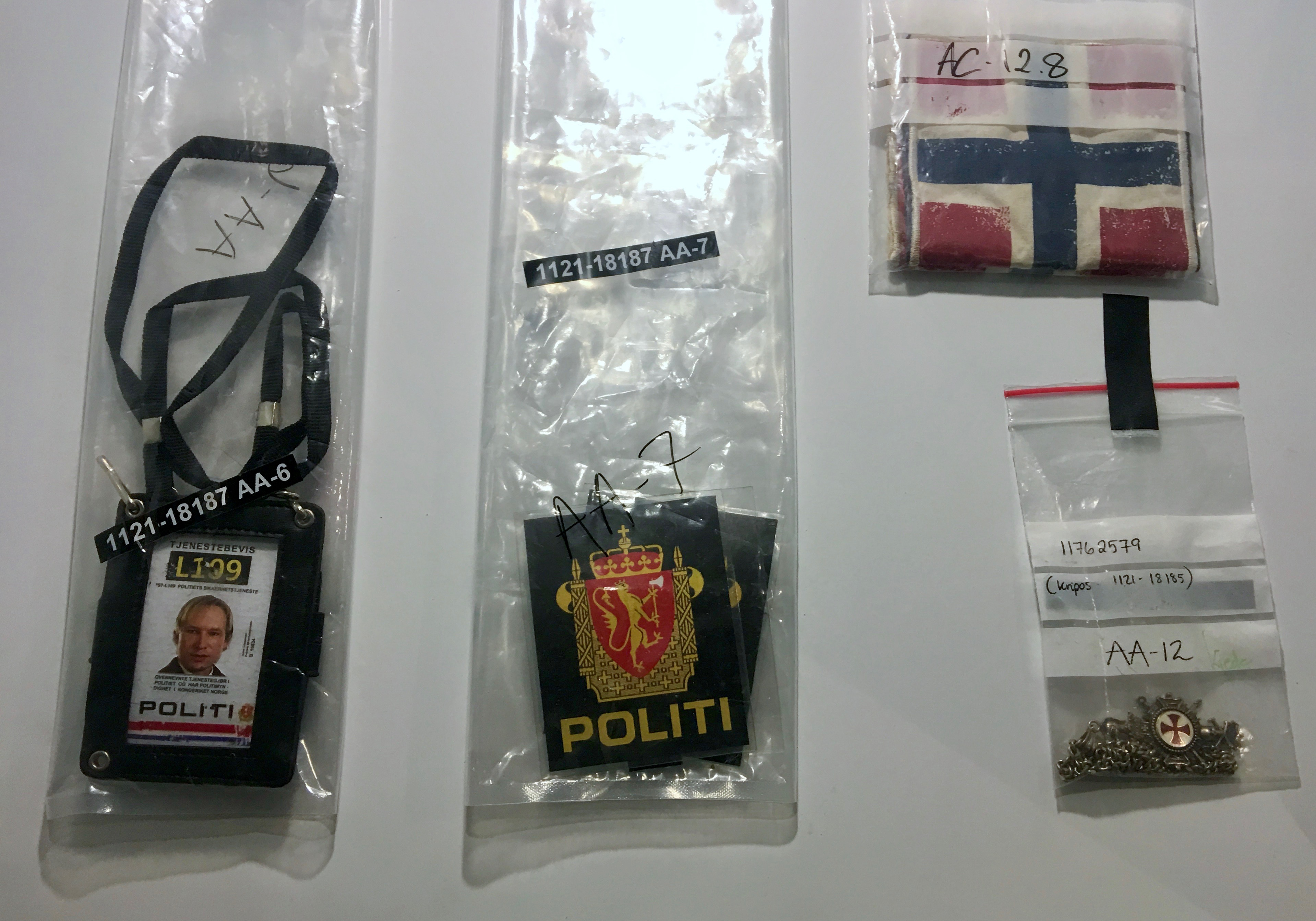
Pruebas presentadas en el juicio contra Breivik.

El proceso penal comenzó el 16 de abril de 2012 en el palacio de justicia bajo la jurisdicción del Tribunal del Distrito de Oslo. Los fiscales fueron Inga Bejer Engh y Svein Holden, con Geir Lippestad como abogado principal de la defensa de Breivik. Los alegatos de clausura se dieron el 22 de junio de ese año.
En su primera vista pública, dijo: «Soy un comandante militar del movimiento de resistencia anticomunista noruego y jefe de justicia de la orden de los Caballeros Templarios».

### Sentencia del tribunal
El 24 de agosto de 2012, fue declarado mentalmente sano y condenado a contención—una forma especial de pena de prisión que puede ser extendida indefinidamente una y otra vez—con un período aproximado de 21 años y un tiempo mínimo de 10 años, la pena máxima en Noruega. Breivik no apeló y el 8 de septiembre los medios de comunicación anunciaron el veredicto final.
El tribunal dijo que "muchas personas comparten la teoría de conspiración de Breivik, incluyendo la teoría de Eurabia. La corte encontró que muy pocas personas, sin embargo, compartían la idea de que la supuesta 'islamización' debe ser combatida con terror".

## Vida en prisión
Desde agosto de 2011, ha permanecido encarcelado en una sección SHS ("seguridad particularmente alta"—særlig høy sikkerhet) de la prisión. Entre el inicio de la SHS en 2002 y 2016 solo habían encarcelado a diez u once noruegos en esa sección.
Está encarcelado en la prisión de Telemark, en Skien, a unos 100 kilómetros al suroeste de Oslo. El 23 de julio de 2012, fue transferido de la prisión de Ila en Bærum a Skien; el 28 de septiembre de 2012 fue trasladado de regreso a Ila. Desde septiembre de 2013 fue enviado nuevamente a Telemark.
Desde 2015 ha recibido un visitante — un capellán militar — cada dos semanas. A otros visitantes solicitados por Breivik no se les ha concedido el acceso.
Se matriculó en el año 2015 en el programa de licenciatura en ciencia política en la Universidad de Oslo, con un funcionario de la prisión proporcionándole materiales y sin acceso a Internet. En 2015, afirmó en una carta que las duras condiciones de la prisión le habían obligado a abandonar el curso. De acuerdo a declaraciones dadas por su abogado, Øystein Storrvik, en marzo de 2016, Breivik se había convertido en nazi en la cárcel.

### El aislamiento de otros presos
Breivik está aislado de otros reclusos y solo tiene contacto con el personal médico y guardias de seguridad.
El tipo de aislamiento que ha experimentado en la cárcel es lo que el Tribunal Europeo de Derechos Humanos llama relativo aislamiento social, de acuerdo a un veredicto de 2016 en el Tribunal de Distrito de Oslo.
En Europa no es raro conceder medidas compensatorias para los presos que se mantienen en aislamiento durante varios años. A partir de 2016, tiene una máquina de escribir eléctrica y una Xbox (sin conexión a Internet) en su celda. En el pasado, cuando el veredicto fue confirmado en septiembre de 2012, el permiso de acceso a un ordenador (sin Internet) en su celda de la prisión se acabó. En noviembre de 2012, recibió una máquina de escribir eléctrica.

### Actividad política e intentos de correspondencia
En 2012, Breivik planeó la creación de una organización llamada Movimiento Revolucionario Conservador. Le ha escrito, entre otros, a Peter Mangs y Beate Zschäpe. Los medios de comunicación afirmaron que en 2014 Mangs había recibido las cartas.
En 2012 pasó de 8 a 10 horas al día escribiendo. Ha dicho que quiere escribir tres libros. El primero es su propio relato de los acontecimientos en el día de los ataques, el segundo sobre la discusión de la ideología subyacente en sus acciones, y un tercero en sus visiones para el futuro.
Los políticos noruegos han protestado sobre sus actividades en la cárcel, al continuar defendiendo su ideología y, posiblemente, animando a más actos delictivos.